# Хутір Велико-Низгурецького товариства
Хутір Велико-Низгурецького товариства (рос. дореф. Хутор Велико-Низгурецкаго товарищества крестьянъ) — колишній хутір у Пузирецькій волості Бердичівського повіту Київської губернії.

## Населення
Наприкінці 19 століття кількість населення становила 89 осіб, з них чоловіків — 43 та 46 жінок, дворів — 21.

## Історія
Наприкінці 19 століття — хутір Пузирецької волості Бердичівського повіту Київської губернії. Відстань до повітового центру, м. Бердичів, де розміщувалися також найближчі поштово-телеграфна та поштова земська станції — 10 верст, до найближчої залізничної станції Бердичів — 10 верст. Основним заняттям мешканців було рільництво. На хуторі числилося 212 десятин землі, яка належала селянському товариству. Господарство велося за трипільною сівозміною. Пожежна команда мала 2 діжки та 4 багри. Команду утримували за кошт товариства.
Знятий з обліку до 1926 року.